# 田庄乡 (夏津县)
田庄乡，是中华人民共和国山東省德州市夏津县下辖的一个乡镇级行政单位。

## 行政区划
田庄乡下辖以下地区：
田庄社区、八方塔社区、姜庄社区、于庄社区、大张庄社区、谷庄社区、腾庄社区、张堡社区、陈庄村、范庄村、曲庄村、闫庙村、裴官屯村和周邢庄村。